# كريستي نيكول روب
كريستي نيكول روب (بالإنجليزية: Kirsty Nicole Robb)‏ هي دراجة نيوزيلندية، ولدت في 23 مايو 1979 في نيوزيلندا.

## وصلات خارجية
- كريستي نيكول روب على موقع أرشيف الدراجات (الإنجليزية)
- كريستي نيكول روب على موقع إحصائيات الدراجات الإحترافية (الإنجليزية)